# Mastic de Chios

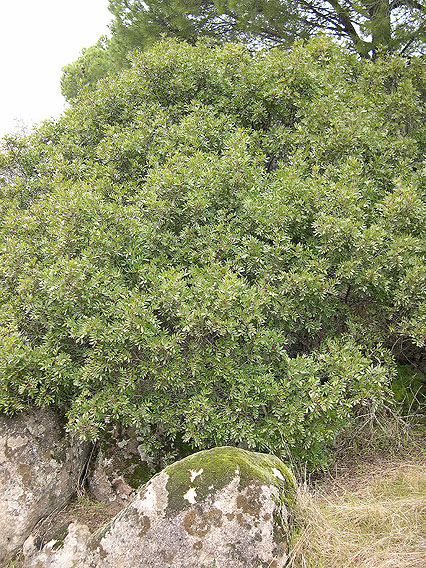
Arbust de mastic — Pistacia lentiscus

Masticul de Chios este o variantă de mastică, care are o denumire de origine protejată în Uniunea Europeană. Principalele arome utilizate în lichiorul mastica de Chios, masticul distilat și uleiul de mastic sunt în întregime derivate din masticul de Chios certificat din punct de vedere a denumirii de origine protejate. Masticul ("lacrimile din Chios", în Grecia) este recoltat din arborele de mastic (Pistachia lentiscus var. chia), un mic arbust peren care crește la aproximativ doi-trei metri pe un teren stâncos din partea de sud a insulei Chios. Acest arbore are nevoie de cincizeci de ani pentru a ajunge la maturitate, iar masticul poate fi recoltat începând din cel de-al cincilea an. Deși există arbori de mastic pe coastele Mării Mediterane, soiul care produce seva aromată de mastic crește doar în partea de sud a insulei Chios. Masticul de Chios a fost, de asemenea, certificat de Organizația de Certificare și de Supraveghere a Produselor Agricole din cadrul Ministerului Dezvoltării Rurale și Alimentației al Greciei.
Lichiorul din mastic de Chios este servit rece și are o culoare limpede și o aromă dulce. Ingredientele sunt uleiul de mastic, masticul distilat, apă, alcool și zahăr.
Masticul este, de asemenea, folosit în scopuri terapeutice și în prepararea unor produse culinare.

## Producători și distribuitori

### Chios
- Spiritul Cultivatorilor este o companie producătoare administrată de Asociația Cultivatorilor de Mastic din Chios (CGMGA).[3] CGMGA produce lichior din mastic făcut atât cu mastic distilat, cât și cu ulei de mastic în două variante diferite: Kentos (20% alcool) și Enosis (30% alcool).
- Distileria Stoupakis Chios produce Homeric Mastiha, care conține mastic distilat.

### Grecia continentală
- Skinos, cu sediul în Atena.
- Finest Roots, cu sediul în Kalamata, produce Roots Mastiha.
- Mavrakis, cu sediul în Patras.

### Statele Unite ale Americii
- Ambrosia Group, cu sediul în Miami, produce FOS Greek Mastiha.[4]
- YA Mastiha

## Istorie
Masticul a fost recoltat timp de cel puțin 2.500 de ani începând din Antichitatea Greacă. Prima mențiune a „lacrimii” de mastic a fost făcută de Hipocrate. Hipocrate a folosit masticul pentru prevenirea problemelor digestive, în răceli și ca apă de gura. Împărații romani foloseau masticul, împreună cu miere, piper și ou în vinul condimentat  conditum paradoxum. În perioada Imperiului Bizantin, comerțul cu mastic a fost monopol imperial. În Imperiul Otoman, sultanul cerea să i se trimită cele mai bune recolte de mastic la haremul lui.
În prezent, există douăzeci și patru de sate cultivatoare și producătoare de mastic pe insula Chios, care s-au dedicat acestei activități încă din epoca bizantină. Aceste sate sunt ca niște fortărețe, nevăzute de pe mare, înconjurate de ziduri înalte și fără uși la nivelul străzii (ceea ce înseamnă că se intra în sate numai prin scări), în scopul de a proteja seva de mastic de invadatori. Deși lichiorul este mult mai tânăr, este încă legat cu istoria Greciei. Lichiorurile digestive asemănătoare masticii, dar făcute din struguri, au fost cunoscute ca elixiruri grecești încă înainte de Revoluția Franceză.

## Mastichochoria

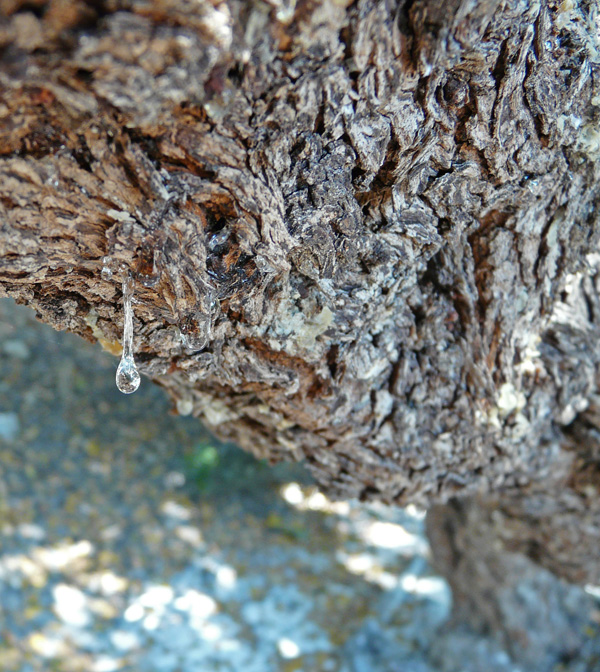
O singură picătură de mastic atârnă în partea inferioară a acestei ramuri a arborelui de mastic.

Producția de mastic a insulei este controlată de cooperativele din satele medievale, cunoscute colectiv sub numele de 'Mastichochoria (Μαστιχοχώρια), care se află situate, de asemenea, în sudul insulei Chios. Există un mic Muzeu al Masticului în satul Pyrgi.

### Asociația Cultivatorilor de Mastic din Chios
Fondată în 1938, Asociația Cultivatorilor de Mastic din Chios (Ένωση Μαστιχοπαραγωγών Χίου), abreviată CGMGA, este o organizație cooperatistă secundară și acționează ca organ reprezentativ colectiv al celor douăzeci de cooperative primare fondate în cele douăzeci și patru de sate cultivatoare de mastic (Mastichochoria) din sudul insulei Chios. Ea avea 4.959 de membri în 2003
și administra producerea și distribuția masticului de Chios în Grecia și în străinătate. 
Organizația este implicată în principal în managementul producției agricole, sprijinind producătorii locali, stimulând cercetările și furnizând asistență juridică.

#### Lista satelor producătoare de mastic
Numărul membrilor fiecărei cooperative rurale în 2003:
- Mesta (230)
- Olimpi (178)
- Pyrgi (648)
- Armolia (148)
- Kalamoti (367)
- Patrika (99)
- Kini (167)
- Vouno (233)
- Nenita (350)
- Katarraktis (213)
- Kallimassia (450)
- Messa Didima (145)
- Ekso Didima (81)
- Mirmigi (109)
- Tholopotami (254)
- Agios Georgios (387)
- Vessa (155)
- Elata (229)
- Lithi (131)
- Neochorio (385)

Membri în total: 4959

## Muzeul Masticului
Pe 11 iunie 2016, Muzeul Masticului din Chios (Μουσείο Μαστίχας Χίου) și-a deschis porțile la Rachi, în regiunea Mastichochoria din partea de sud a insulei Chios. Acesta oferă o expoziție permanentă referitoare la producția de mastic de pe insulă, explicând istoria ei și tehnicile de cultivare și demonstrând diferitele utilizări ale sale în prezent.